# Komitologie
Slovo evropského žargonu Komitologie označuje konzultační postupy v Evropské unii, jež v různých správních a expertních výborech hledají soulad mezi Evropskou komisí a členskými státy při provádění opatření.
Výborům předsedají úředníci Evropské komise, členy jsou většinou ministerští úředníci ze členských států a experti.
Existují tři druhy výborů:
- poradní
- správní
- řídící (gesční)

Podle Smlouvy zakládající Evropské společenství, je úkolem Komise implementovat legislativu na úrovni Společenství (článek 202 Smlouvy o založení Evropského společenství, bývalý článek 145). V praxi to znamená, že každý legislativní nástroj určuje míru implementačních pravomocí přiznaných Komisi a způsob, jak je bude používat.
Často také tento nástroj stanoví, že Komisi bude pomáhat některý z výborů v souladu s procedurou zvanou "Komitologie".
Výbory, které představují místo pro diskuse, jsou složené ze zástupců členských států a předsedá jim Komise. Umožňují Komisi vytvořit dialog s národními vládami před tím, než dojde k přijetí implementačních opatření. Komise zaručuje, že výbory odrážejí situaci v každé zemi, které se opatření týkají.
Postupy, které řídí vztahy mezi Komisí a výbory, jsou založeny na modelech stanovených v rozhodnutí Rady (Rozhodnutí o "komitologii"). Toto první Rozhodnutí o "komitologii" bylo přijato 13. července 1987. Ve snaze zohlednit změny ve Smlouvě - a hlavně novou pozici Parlamentu v rámci procedury spolurozhodování - bylo rozhodnutí z roku 1987 nahrazeno 28. června 1999 novým rozhodnutím Rady. Jeho cílem bylo také odpovědět na stále sílící kritiky, že je systém Společenství příliš složitý a neprůhledný.
Nové rozhodnutí zajišťuje, že Parlament má možnost dohlížet na implementaci legislativních nástrojů, přijatých v rámci procedury spolurozhodování. V případech na které se vztahuje tato procedura, může Parlament vyjádřit svůj nesouhlas s navrhovanými opatřeními Komise nebo v některých případech i Radou, která podle názoru Parlamentu zacházejí za implementační pravomoci stanovené v legislativě.
Rozhodnutí vyjasňuje kritéria, která může výbor podle svého názoru použít, a zjednodušuje operační procedury. Výbory svá stanoviska zakládají na základě navrhovaných implementačních opatření připravovaných Komisí. Výbory mohou být rozděleny do následujících kategorií:
Poradní výbory: dávají své stanovisko Komisi, která je musí maximálně zohlednit. Tato přímá procedura je všeobecně používána tehdy, pokud nejsou projednávaná témata politicky citlivá.
Řídící výbory: tam, kde opatření přijatá Komisí nejsou shodná s názorem výboru (přijatý na základě kvalifikované většiny), musí s nimi Komise seznámit Radu, která může kvalifikovanou většinou přijmout jiné rozhodnutí. Tato procedura se používá především při opatřeních týkajících se Společné zemědělské politiky, rybolovu a hlavních programů Společenství.
Řádné výbory: Komise může přijmout implementační opatření pouze tehdy, obdrží-li souhlas kvalifikované většiny členských států v rámci výboru. V případě absence této podpory je navrhované opatření odkázáno zpět na Radu, která rozhoduje kvalifikovanou většinou. Tato procedura se týká opatření vztahujících se k ochraně zdraví a bezpečnosti občanů, zvířat a rostlin a opatření doplňujících nepodstatná ustanovení základních legislativních nástrojů.
Komitologie také stanovuje kritéria, která, v závislosti na předmětu diskuse, povedou orgán s legislativní pravomocí při výběru odpovídajícího výboru. To má ulehčit přijímání legislativy v rámci procedury spolurozhodování.
Několik změn provedených na základě nového Rozhodnutí o "komitologii" zvyšuje průhlednost systému výborů, ze které těží především Parlament a široká veřejnost: dokumenty výborů budou snadněji dostupné pro občany a budou zaregistrovány ve veřejném registru, který bude k dispozici od roku 2001. Základním cílem je zveřejnit na internetu plné texty netajných dokumentů předkládaných Parlamentu. Od roku 2000 Komise publikuje roční zprávy podávající souhrn aktivit výborů během uplynulého roku.